# Championnat des Philippines de football 2019
Navigation
Édition précédente Édition suivante
La saison 2019 du Championnat des Philippines de football est la 3e édition du championnat de première division professionnel aux Philippines sous l'appellation Philippines Football League. Les sept équipes se rencontrent deux fois en matchs allers et retours.
Ceres-Negros, le tenant du titre, remporte son quatrième titre de champion en ayant dominé le championnat dès la sixième journée.

## Classement
Le classement est calculé avec le barème de points suivant : une victoire vaut trois points, le match nul un. La défaite ne rapporte aucun point.
Critères de départage :
1. plus grand nombre de points ;
2. plus grande différence de buts générale ;
3. plus grand nombre de buts marqués ;
4. plus grande différence de buts particulière

| Rang | Équipe                  | Pts | J  | G  | N | P  | Bp | Bc | Diff |
| ---- | ----------------------- | --- | -- | -- | - | -- | -- | -- | ---- |
| 1    | Ceres-NegrosT C         | 68  | 24 | 22 | 2 | 0  | 99 | 15 | +84  |
| 2    | Kaya FC                 | 56  | 24 | 18 | 2 | 4  | 60 | 16 | +44  |
| 3    | Stallion Laguna         | 39  | 24 | 11 | 6 | 7  | 54 | 25 | +29  |
| 4    | Green Archers United FC | 35  | 24 | 10 | 5 | 9  | 42 | 37 | +5   |
| 5    | Mendiola FC 1991        | 23  | 24 | 6  | 5 | 13 | 34 | 54 | -20  |
| 6    | Philippine Air Force FC | 11  | 24 | 3  | 2 | 19 | 18 | 86 | -68  |
| 7    | Global Cebu             | 7   | 24 | 1  | 4 | 19 | 15 | 92 | -77  |